# Барьерные функции организма
Барьерные функции организма — это функции защиты, обеспечивающие здоровье организма.

## Применение

### Внешние барьеры
К внешним барьерам относят кожу, дыхательную и пищеварительную системы, печень и почки. Кожа предохраняет животный организм от физических и химических изменений окружающей среды и принимает участие в регуляции тепла в организме. Кожный барьер не допускает проникновения внутрь организма бактерий, токсинов и ядов, а также высасывает из организма вредные вещества. В дыхательной системе происходит очищение вдыхаемого воздуха от пыли и различных вредных веществ, находящихся в атмосфере. Поступающие в пищеварительную систему пищевые вещества преобразуются в желудке и кишечнике, а непригодные вещества и газы высасываются из организма в результате перистальтики кишечника.

### Внутреннее барьеры
Они называются гистогематическими барьерами, т.к находятся между кровью и тканями. Основная барьерная функция осуществляется кровеносными капиллярами.